# Génolhac
Génolhac település Franciaországban, Gard megyében. Lakosainak száma 820 fő (2022. január 1.). Génolhac Concoules, Vialas, Chambon, Chamborigaud és Sénéchas községekkel határos.

## Népesség
A település népességének változása:
| Lakosok száma | 920  | 825  | 827  | 886  | 860  | 849  | 841  | 826  | 824  | 820  |
|               | 1968 | 1982 | 1990 | 2006 | 2013 | 2015 | 2017 | 2019 | 2020 | 2022 |